# Гатіка
Гатіка (баск. Gatika (офіційна назва), ісп. Gatica) — муніципалітет в Іспанії, у складі автономної спільноти Країна Басків, у провінції Біская. Населення — 1559 осіб (2009).
Муніципалітет розташований на відстані близько 330 км на північ від Мадрида, 11 км на північ від Більбао.
На території муніципалітету розташовані такі населені пункти: (дані про населення за 2009 рік)
- Бутрон: 56 осіб
- Горордо: 149 осіб
- Ігартуа: 84 особи
- Лібарона: 53 особи
- Угарте: 159 осіб
- Урресті: 39 осіб
- Сурбано: 156 осіб
- Гарай: 153 особи
- Сертуча: 710 осіб

## Демографія
Динаміка населення (INE ):

## Галерея зображень

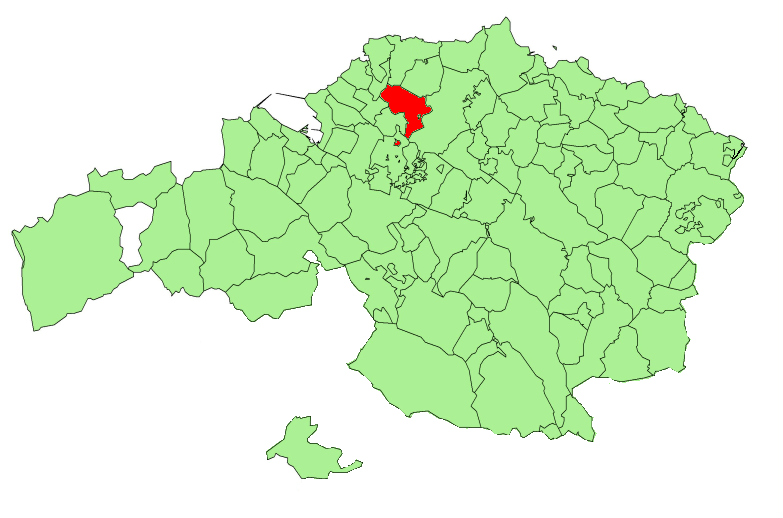
Розташування муніципалітету
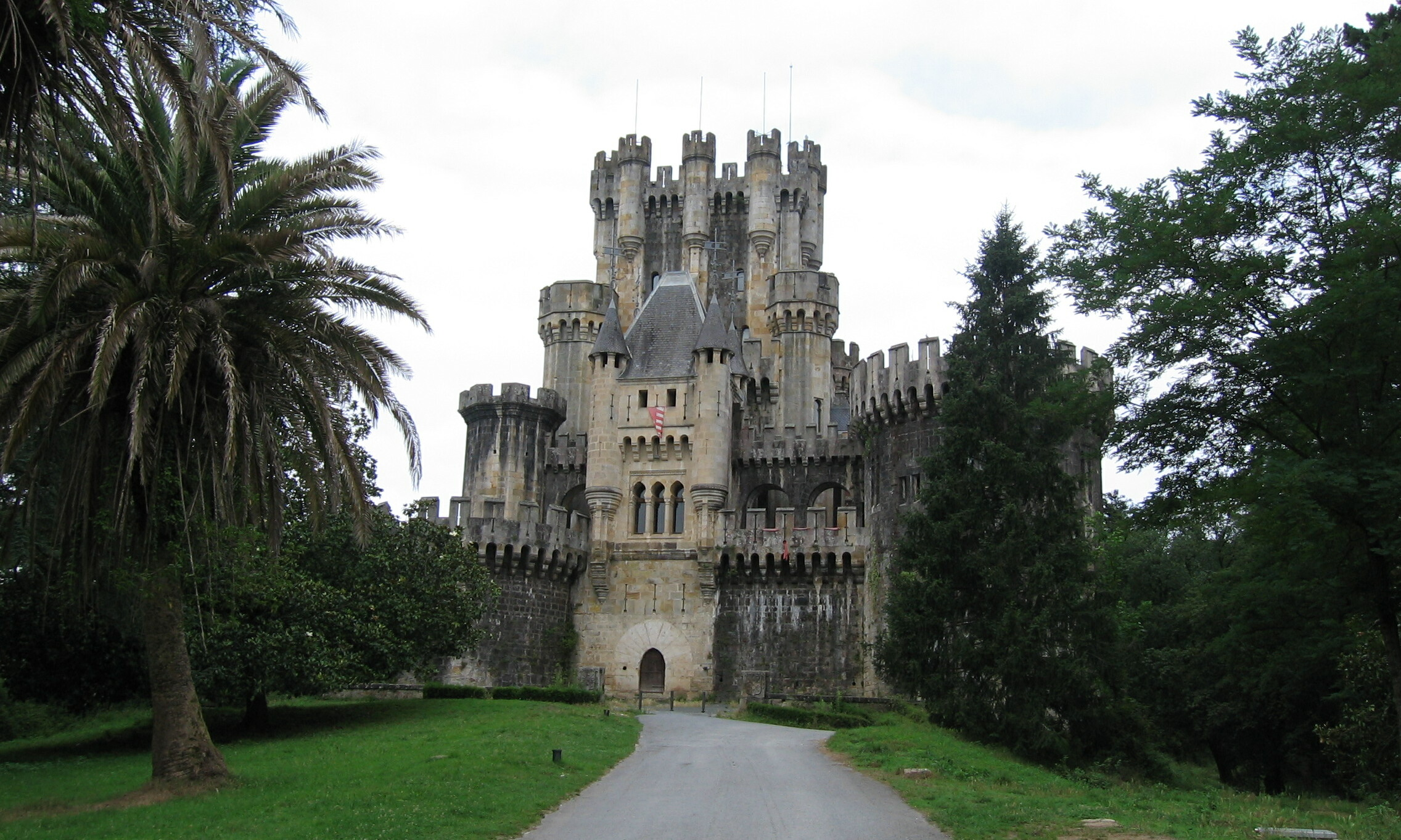
Замок Бутрон